# Фридрих фон Щубенберг
Фридрих фон Щубенберг (немски: Friedrich von Stubenberg; † 29 ноември 1371) е граф и господар на Щубенберг в Щирия, Австрия. Фамилията фон Щубенберг е роднина с род Хабсбург.

## Произход
Той е син на граф Вулфинг фон Щубенберг († 29 ноември 1371) и съпругата му Офмай фон Майсау, дъщеря на Стефан фон Майсау. Внук е на граф Улрих III фон Щубенберг († сл. 1295) и Елизабет фон Пфанберг. Правнук е на граф Вулфинг фон Щубенберг († сл. 1278) и Елизабет фон Ортенберг от Каринтия († 1288), родителите и на Вулфинг фон Щубенберг (1259 – 1318), княжески епископ на Бамберг (1304 – 1318). Брат е на Ото 'Стари' фон Щубенберг († 10 март 1403) и граф Улрих IV фон Щубенберг-Вурмберг († 1363).

## Фамилия
Първи брак: между 1 май и 11 ноември 1333 г. с Елизабет фон Лихтенщайн-Фрауенберг († пр. 24 декември 1364), дъщеря на Рудолф фон Лихтенщайн-Фрауенберг († сл. 1343) и Елизабет фон Валзе († сл. 1326). Те имат седем деца:
- Ханс фон Щубенберг († 1377)
- Улрих фон Щубенберг († ок. 1381), женен за Елизабет фон Ауфенщайн
- Ото фон Щубенберг († 4 септември 1425)
- Якоб фон Щубенберг-Капфенберг (* 1374; † между 2 май 1434 и 28 март 1435), женен I. на 21 юли 1394 г. за Анна фон Лихтенщайн-Мурау († пр. 11 август 1418), II. ок. 1419 г. за Барбара фон Еберсторф († сл. 1419)
- Вюлфинг фон Щубенберг († 1443), женен за Доротея фон Кранихберг
- Анна фон Щубенберг († ок. 1388), омъжена за Хайнрих фон Потендорф († ок. 1402]
- дете

Втори брак: с Карара. Бракът е бездетен.
Трети брак: пр. 25 март 1370 г. с Анна фон Петау († пр. 1381), дъщеря на Хартнид/Хартолд V фон Петау цу Фридау, маршал на Щирия († 1385) и Вилибирг фон Рауенщайн († ок. 1404). Бракът е бездетен.
Вдовицата му Анна фон Петау се омъжва втори път пр. 1375 г. за Албрехт фон Потендорф († 1394).